# يان ويلسون (ممثل)
يان ويلسون (بالإنجليزية: Ian Wilson)‏ هو ممثل بريطاني (وحمل سابقاً جنسية المملكة المتحدة لبريطانيا العظمى وأيرلندا)، ولد في 2 يوليو 1901 بلندن في المملكة المتحدة، وتوفي في 1 ديسمبر 1987 في المملكة المتحدة.

## وصلات خارجية
- يان ويلسون على موقع IMDb (الإنجليزية)
- يان ويلسون على موقع قاعدة بيانات الفيلم (الإنجليزية)